# Friedrich Altrichter
Friedrich Altrichter (3 de septiembre de 1890 - 10 de diciembre de 1948) fue un oficial alemán, último con el rango de Generalleutnant de la Wehrmacht. También fue un influyente escritor militar e instructor militar en la Academia Militar de Dresde entre 1936 y 1939. Fue comandante divisional durante la II Guerra Mundial. Mandos divisionales notables ocupados por Altrichter incluyeron las 1.ª, 58.ª y 154.ª Divisiones de Infantería.

## Biografía
Friedrich Altrichter nació el 3 de septiembre de 1890 en Berlín.
Altrichter se unió al Ejército Imperial Alemán en marzo de 1910 a la edad de 19 años y se alistó en el Regimiento de Granaderos König Friedrich Wilhelm II con el rango de Fahnenjunker. Sirvió como adjunto y después como oficial de estado mayor durante la I Guerra Mundial. Ocupó puestos en la 99.ª Brigada de Infantería de Reserva, en el Regimiento de Infantería 230 de Reserva y la 50.ª División de Reserva.
Tras la derrota de Alemania en la Primera Guerra Mundial, Altrichter continuó sirviendo en el Reichswehr de la República de Weimar. Durante este tiempo, también empezó su actividad como escritor militar. En marzo de 1934, sobre un año después de la toma del poder de Adolf Hitler, se convirtió en comandante de batallón en el 9.º Regimiento de Infantería prusiano en Potsdam. Sus ayudantes incluyeron, entre otros, Henning von Tresckow y Wolf Graf von Baudissin.
En 1936, el año después de la redesignación de las fuerzas alemanas como Wehrmacht, asistió a un doctorado en la Universidad de Heidelberg antes de ir a servir como instructor militar en la Academia Militar de Dresde. Ocupó su primer mando militar en la Wehrmacht cuando se convirtió en comandante del Regimiento de Infantería 54 en 1938.
Al principio de la II Guerra Mundial, sirvió como comandante del Regimiento de Infantería 188 en el seno de la 68.ª División de Infantería. Entre enero de 1940 y marzo de 1941, sirvió como instructor militar de infantería en la Führerreserve. En julio de 1941, se convirtió en comandante de la 1.ª División de Infantería. Comandó la 58.ª División de Infantería entre septiembre de 1941 y abril de 1942 y se le concedió la Cruz Alemana en oro el 23 de enero de 1942. Después de una breve estancia en la Führerreserve, Altrichter se convirtió en comandante de la 154.ª División.
La 154.ª División de Infantería fue aplastada por el Ejército Rojo en Oderberg el 17 de abril de 1945. Altrichter fue reasignado como comandante del Feldausbildungskorps Mitte y fue capturado en mayo de 1945.
Altrichter fue internado en el campo de prisioneros de Voikovo en 1945. Ahí, entró en contacto con oficiales alineados con el prosoviético Comité Nacional por una Alemania Libre, pero en última instancia no se unió a ellos. Murió de un fallo de corazón el 10 de diciembre de 1948 en la prisión de Bedaik en la RSS Kazajastán.

## Obras
- Die kampfbereite Kompanie. Praktische Anleitung für die Gefechtsausbildung (1929).
- Die seelischen Kräfte des deutschen Heeres im Frieden und im Weltkriege (1933). Disertación para la Universidad de Heidelberg en 1936.
- Das Wesen der soldatischen Erziehung (1935).
- Der Offizier des Beurlaubtenstandes. Handbuch für den Offizier und Offiziersanwärter des Beurlaubtenstandes aller Waffen (1935).
- Der Soldatische Führer (1938).
- Verinnerlichtes Soldatentum. Beiträge zur soldatischen Erziehung (1938). Con Friedrich von Cochenhausen, Wilhelm Dieckmann, y Eberhard Kessel.